# Diplosoma versicolor
Diplosoma versicolor är en sjöpungsart som beskrevs av Monniot 1994. Diplosoma versicolor ingår i släktet Diplosoma och familjen Didemnidae. Inga underarter finns listade i Catalogue of Life.